# Carvalhos (Vila Nova de Gaia)

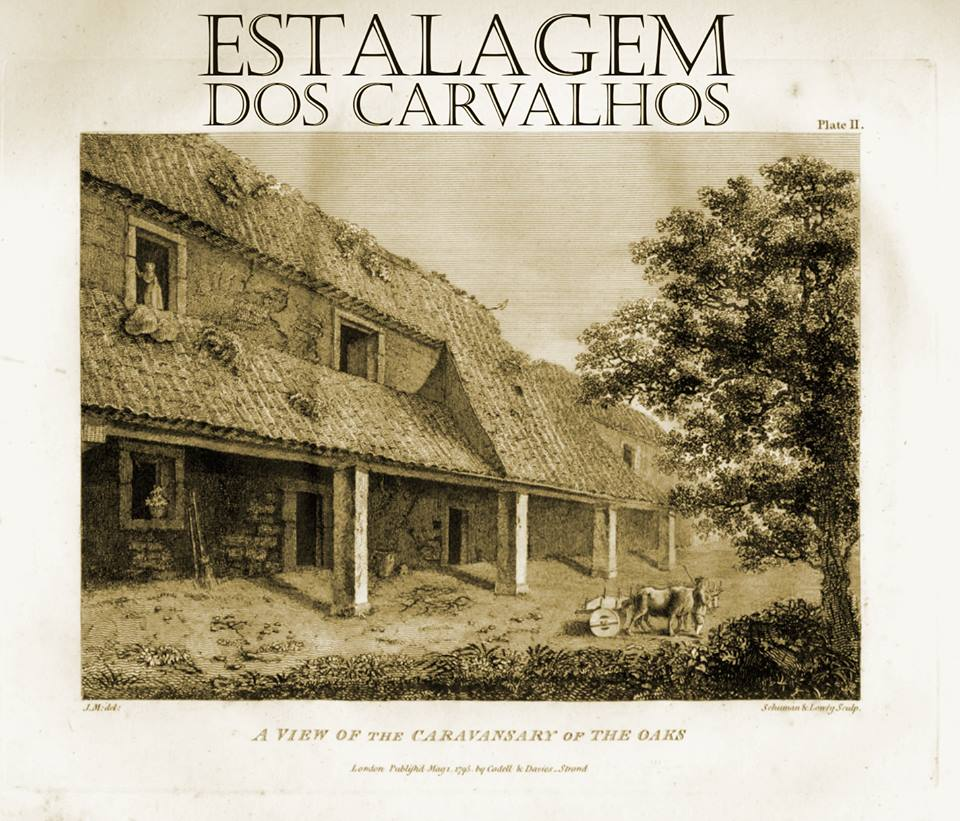
Estalagem dos Carvalhos (Souto do Moeiro - 1795)

Carvalhos é um lugar de Pedroso inserido na União de Freguesias de Pedroso e Seixezelo.
A povoação de Carvalhos foi controversialmente elevada à categoria de vila em 1988.

## Controvérsia
Carvalhos um lugar da freguesia de pedroso foi em 1988 elevado a vila na mesma  altura em que varias freguesias de gaia estavam a ser elevadas a vila. Carvalhos sem respeitar regras fundamentais de elevaçoes de vilas foi elevado erradamente no lugar de Pedroso . No ano seguinte pedroso foi elevado a vila mas carvalhos continuou com designaçao originando uma vila dentro de uma vila, que embora em termos praticos nao tenha relevância.
No enganador projecto de lei de elevaçao Carvalhos a vila ha inúmeras referencias a estruturas fora dos carvalhos( senhora da saude e industrias de exportaçao) e a surreal informaçao de carvalhos ter 4500 eleitores quando realisticamente teria uma fracção desse valor.  
https://debates.parlamento.pt/catalogo/r3/dar/s2/05/01/009/1987-10-16?sft=true&pgs=80-82&org=PLC&plcdf=true#p81

## História
.São inúmeros os serviços concentrados nos Carvalhos e que servem toda a população do freguesia de Pedroso e Seixezelo. Notários, Bancos, Farmácias, posto da GNR e o Centro de Saúde dos Carvalhos.

É nos Carvalhos que está sediada a Associação de Socorros Mútuos, Fúnebre, Familiar de Ambos os Sexos de Pedroso, instituída em 1899. Anteriormente denominada associação de Socorros Mútuos Carvalhense, fundada a 21 de Dezembro de 1894, conforme consta em Diário do Governo. 
Carvalhos foi  controversialmente elevado à categoria de Vila a 1 de Fevereiro de 1988. 
Importa também salientar a presença das vias romanas nas imediações, a antiga estrada mourisca, depois estrada real. Por ela circulavam os carros militares, os dos viajantes e mais tarde, as diligências, sabendo-se que nos Carvalhos, se fazia um ponto de paragem, por aí haver estalagens, também chamadas "vendas" ou caravançarai No antigo Lar Juvenil existiu outrora estalagem, gerida e zelada por famílias ainda com descendência nos Carvalhos. Foi essa propriedade adquirida pela Igreja e transformada no Seminário Diocesano da Nossa Senhora do Rosário dos Carvalhos (1884-1911). Uma instituição de ensino religioso da Igreja Católica Romana fundado pelo Cardeal D. Américo Ferreira dos Santos Silva no ano 1884 . Extinta em 1911 na sequência da implantação da República Portuguesa ao abrigo da lei de separação do Estado e da Igreja e reabriu, alguns anos mais tarde, como casa de correcção de menores denominada "Colónia Agrícola Ferreira Lapa". Tomou depois o nome de “Escola de Artes e Ofícios”, estando, nos dias de hoje, a funcionar como “Lar Juvenil dos Carvalhos”, sob a gestão da ainda não reconhecida "Fundação" Claret. O edifício foi propriedade da Assembleia Distrital do Porto (ADP) até à sua dissolução em 1986. De então em diante passou a tutela para o Instituto da Segurança Social do Porto e em 2014 requerida a transferência da posse para a Câmara Municipal de Gaia que a veio a assumir em 2016. De momento não é do conhecimento público o contrato de gestão do imóvel, entre a Câmara Municipal de Gaia e a "Fundação Claret".
Foi também na Estalagem dos Carvalhos - Quinta de Moeiro, onde pernoitou a Corte de D. Luís I e D. Maria Pia, a 28 de Abril de 1852, numa das suas vindas ao Porto e cujo episódio está integralmente descrito na obra "Serões da Província" de Júlio Dinis, no Boletim Telegráfico e outros documentos da época.

## Ensino
Ensino Pré-Primário
Associação Pró-Infância de Pedroso - Jumbo
Ensino Básico 2.º/3.º Ciclo e Secundário

Colégio Internato dos Carvalhos

## Associações
Associações Culturais

Associação Cívica e Cultural dos Carvalhos, (fundada em 28 de Julho de 1988)

Grupo Excursionista - Triunfantes dos Carvalhos (fundado a 7 de Julho de 1936)
A.E.E. - Associação de Estudos Europeus. Sediada no Seminário do Coração de Maria, Carvalhos, União de Freguesias de Pedroso e Seixezelo, Vila Nova de Gaia. Estatutos de constituição de 18 de Outubro de 1982.
Associação de Dança de Salão da Beira Litoral. Sediada na Avenida Dr. Moreira de Sousa, nº 2331, 1º andar,  Carvalhos, União de Freguesias de Pedroso e Seixezelo, Vila Nova de Gaia. Contém os estatutos de constituição de 6 de Junho de 2001.
Associação Carvalhos VIVO, fundada em 2 de Março de 2017
Associações Desportivas

Club Hóquei dos Carvalhos (fundado em 1940)

Sociedade Columbófila Carvalhense (fundada em 15 de Maio de 1931)

Grupo Desportivo Colégio Internato dos Carvalhos (fundado em 2003)
União dos Clubes de Gaia - U.C.G. Sediada na Avenida Dr. Moreira de Sousa, Loja 115,  Carvalhos, União de Freguesias de Pedroso e Seixezelo, Vila Nova de Gaia. Estatutos de constituição de 20 de Novembro de 1992 e as alterações estatutárias de 17 de Novembro de 1997, de 27 de Outubro de 2000 e de 25 de maio de 2001.
Associação de Atletas Veteranos de Futebol de Gaia. Sediada na Avenida Dr. Moreira de Sousa, loja 115, Carvalhos, União de Freguesias de Pedroso e Seixezelo, Vila Nova de Gaia. Estatutos de constituição de 8 de Outubro de 2002 e as alterações estatutárias de 3 de Janeiro de 2003.
Associações de Solidariedade Social

Associação Humanitária dos Bombeiros Voluntários dos Carvalhos, fundada a 17 de Abril de 1911

Associação de Socorros Mútuos, Fúnebre, Familiar de Ambos os Sexos de Pedroso, instituída em 18 de Novembro de 1899

"Fundação" Claret - Lar Juvenil dos Carvalhos

Bom Samaritano. Sediada na Rua 25 de Abril, n.º 2660, Cave, União de Freguesias de Pedroso e Seixezelo, Vila Nova de Gaia. Estatutos de constituição de 11 de Junho de 1981 e as alterações estatutárias de 28 de Dezembro de 1990 e de 29 de Maio de 2007.

Conferência São Vicente de Paulo
REVIVO - Associação Para a Prevenção e Apoio a Situações de Risco Social. Sediada na Rua Gonçalves de Castro, n.º 100, Carvalhos, União de Freguesias de Pedroso e Seixezelo, Vila Nova de Gaia. Estatutos de constituição de 12 de Outubro de 1998.
Associações Várias
Sociedade Cooperativa Auxiliadora Carvalhense dos Agricultores, cujos Estatutos datados de 14 de Novembro de 1913, estão à guarda do Arquivo Distrital do Porto.
Assistência Benéfica da Senhora da Saúde, cujos estatutos de 1875, 1892 e 1902 estão à guarda do Arquivo Distrital do Porto. Mais tarde Confraria de Nossa Senhora da Saúde dos Carvalhos.
A.A.C.S.C - Associação dos Amigos do Centro de Saúde dos Carvalhos, sediada no Centro de Saúde dos Carvalhos, Avenida Dr. Moreira de Sousa, n.º 1033, União de Freguesias de Pedroso e Seixezelo, Vila Nova de Gaia. Estatutos de constituição de 25 de Janeiro de 2000.

A.A.A.C.I.C. - Associação dos Antigos Alunos do Colégio Internato dos Carvalhos. Sediada na Rua do Padrão, n.º 83, Vila dos Carvalhos, União de Freguesias de Pedroso e Seixezelo, Vila Nova de Gaia. Estatutos de constituição de 5 de Maio de 1986 e as alterações estatutárias de 18 de Setembro de 1986 e de 12 de Novembro de 1986.
C.E.D.A.T. - Centro de Estudos e Difusão da Acupunctura Tradicional. Sediada na Avenida Dr. Moreira de Sousa, n.º 2846, Rés-do-chão, Vila dos Carvalhos, União de Freguesias de Pedroso e Seixezelo, Vila Nova de Gaia. Estatutos de constituição de 5 de Junho de 1987 e as alterações estatutárias de 16 de Outubro de 1987.
A.C.V. - Associação Carvalhos VIVO - constituída a 2 de Março de 2017.

## Feira
Feira dos Carvalhos

Esta feira iniciou-se em 1758, sendo uma das mais importante do reino na época, inicialmente feira de gado quinzenal e realiza-se ainda nos nossos dias. Hoje é uma feira semanal que se realiza às Quartas-feiras.

## Festas e romarias
São Bartolomeu dos Carvalhos (24 de Agosto) 

## Imprensa
Jornal Local Mensal

Jornal dos Carvalhos - Mensário Regionalista Independente, que teve a sua primeira edição em 3 de Agosto de 1889. Actualmente sem edição.